# Contea di Ulan
La contea di Ulan (乌兰县S, Wūlán XiànP) o contea di Wulan è una contea della Cina, situata nella provincia di Qinghai e amministrata dalla prefettura autonoma mongola e tibetana di Haixi.